# سرمدا
سرمدا مدينة سورية تتبع إداريا ناحية الدانا منطقة حارم، محافظة إدلب، سوريا.

رمز مدينة سرمدا

تقع شمال مدينة إدلب بحدود 30 كيلومتر، وغرب مدينة الدانا بحوالي 7 كيلومترات وعلى مقربة من باب الهوى على الحدود مع السورية التركية، يبلغ عدد سكانها حوالي 15000 نسمة حسب إحصائيات تمت قبل عام 2008.وازداد عدد سكانها بسبب تدفق النازحين من بقية المناطق حيث تحتوي اليوم أكثر من 40 ألف نسمة نصفهم نازحين
من المرجح أن يكون اسمها مستمد من قدمها حيث ذكرها ياقوت الحموي باسم سرمد ومعناها اللغوي الأزلي وبمرور الزمن حرف الاسم ليصبح سرمدا وبهذا يكون معنى تسميتها الخالدة أو الأزلية.
وتعد واحدة من أقدم المدن المسكونة في هذه المنطقة وموقعها التجاري الهام جعلها تتمتع بنشاط وحركة تجارية واقتصادية منذ وجودها؛ فكانت من أجل ذلك مطمعاً لكل من غزا المنطقة أو أراد السيطرة عليها.
موقع قرية سرمدا

## تاريخها
كانت في موقعها مدينة أثرية تحمل نفس الاسم ورد ذكرها في النصوص الفرعونية زمن تحوتمس الثالث (1490-1436ق م)، كما قامت فيها العديد من المباني والآثار منذ العصرين الروماني والبيزنطي، وكانت في العصور الوسطى حصناً لمراقبة المنافذ الغربية والجنوبية في هذه المنطقة من سوريا. فتحها القائد العربي أبو عبيدة عامر بن الجراح عام 638 ميلادية.

عمود سرمدا الأثري

جامع الشيخ شهيد

## آثارها
لا تزال بلدة سرمدا تحمل ذلك التاريخ العريق رغم اندثار معظم آثارها ومبانيها القديمة والتي لم تستطع الصمود في وجه الطبيعة إلا أنه لا يزال هناك مدفن الكاهن مانليوس يرقى لعام 111-112م، كذلك توجد كتابات يونانية مؤرّخة في الأعوام 341م، 436م، 483م، وفي الجنوب من سرمدا وعلى بعد 3 كيلومترات توجد قلعة تسمى باسم قلعة سرمدا بنيت في قمة مرتفعة ومحصنة لتكون حصناً للدفاع عن البلدة ولكن معظم أبنيتها متهدمة ولم يبق منها سوى بقايا بعض الجدران والأعمدة. كما يوجد بها معبد محفور في الصخر وبعض المقابر القديمة ودير دانيال. ومن أشهر معالمها الأثرية القائمة حتى يومنا هذا نصب معمود يشتهر باسم عمود سرمدا مكون من أربعة أعمدة ارتفاعها 16 متر ذات تيجان، وقد بات ‘‘‘عمود سرمدا‘‘‘ رمزاً للمدينة وأحد المعالم الشهيرة في محافظة إدلب وهو يقوم فوق مدفن روماني، ولقد كتب على أحد العمودين الباقيين، الإهداء والتاريخ 132-141م وهو يقع في طرف البلدة الجنوبي ولا زال محافظاً على شكله. كما يوجد آثار تعود إلى العصرين الروماني والبيزنطي. ويوجد فيها جامع قديم يسمى جامع الشيخ شهيد يقع ضمن البلدة القديمة.

## الزي الشعبي
وهو زي ناحية الدانا في شمال محافظة إدلب، ويتكون من روب كامل من قماش المخمل سابقاً والعادي حالياً، حيث يزمّ الروب من الوسط ويلف حول الخصر زنار من الحرير الطبيعي بطول (2-4م) وذلك من (2-3) لفات وحسب عرض الخصر.
يغطي الرأس منديل من الحرير، مزين بالليرات الذهبية السورية قديماً وبالمجوهرات التقليدية حالياً، حيث تصف الليرات الذهبية تحت الحطاطة على الجبين بحيث يظهر نصفها. أما الحطاطة فهي متر مربع من الحرير الأسود مقصبة بخيوط فضة عريضة، لها خيوط متدلية على الظهر. أما الغطاء أو الشمبر فيوضع تحت العصبة وطوله أربعة أمتار. كما يزين اللباس بأساور من فضة، وقلادة خرز عقيق حول الرقبة.
ويلبس مع مركوب أحمر أو أي حذاء نعلي. ويقول أهل سرمدا: بأنهم منذ أن خلقوا وعوا هذا اللباس الذي يلبس اليوم في المناسبات السعيدة، وللدعوة إليها، كما أنه يصلح لباساً للحقل والبيت والزينة. وقد تراجع ذلك اللباس إلى حدود المتقدمين في السن فقط.
ولكن مع تقدم العصر تغير لباس

## مجزرة سرمدا 1980
يزعم أنه في يوم 25/07/1980 طوقتها قوات من الوحدات الخاصة، فقتلت 15 شخصا من القرية.

## سرمدا اليوم
تشهد حركة عمرانية متطورة واكبتها حركة اقتصادية نشطة كون عدد كبير من أهلها يعمل بالتجارة مستفيدين من قربها من باب الهوى ومجاورتها للحدود التركية السورية وسهولة عملية التبادل التجاري وهو الأمر الذي انعكس على حياة الناس وتطور واقع البلدة؛ كما أن بعض السكان يعملون بالزراعة وخاصة الحبوب والزيتون والكرمة والتين وتتوفر في سرمدا كافة مراكز الخدمات ومستوصف وثانوية وسبع مدارس للتعليم الأساسي ومراكز لمختلف الخدمات. وتعتبر سرمدا من أكبر تجمعات أسواق الجملة في سوريا وتنتشر فيها عشرات شركات الصرافة وعشرات معارض السيارات. 

الزي الشعبي

## أعلامها
- محيي الدين اللاذقاني - (1951) صحفي وكاتب وشاعر.